# 우치노 켄타
우치노 켄타(일본어: 内野謙太, 1985년 7월 5일 ~ )는 일본의 배우이다.

## 출연

### 드라마
- 대하드라마（NHK）
  - 2007년 《풍림화산》 - 쿠즈카사 모키치 역
  - 2012년 《타이라노 키요모리》 - 토키마츠 역
  - 2015년 《꽃 타오르다》 - 마츠우라 쇼도(일본어판) 역
- 아빠 언니(2016년, NHK) - 시마쿠라 마사루 역